# Tancau sul Mare
Tancau sul Mare (Su Tancau in sardo, meglio noto solamente come Tancau) è una frazione costiera del comune di Lotzorai, nella provincia di Nuoro, in Sardegna. Il centro e la spiaggia sono adiacenti a quelli di Santa Maria Navarrese.

## Geografia fisica
Tancau si trova a 9 metri sul livello del mare. Si raggiunge da Lotzorai con la strada provinciale 63 che collega la strada statale 125 Orientale Sarda con la costa e conduce a Santa Maria Navarrese.

## Monumenti e luoghi d'interesse
Situata sulla costa sarda orientale che si affaccia sul mar Tirreno, Tancau, è soprattutto nota per il turismo balneare che, specialmente nei mesi estivi, affolla la città di turisti. Da Tancau si può facilmente raggiungere il porto turistico di Santa Maria, da dove partono i barconi turistici diretti a cala Sisine, cala Goloritzé, Ispùligi de Nie e cala Luna. 
Inoltre nella zona di Tancau, lungo la strada per Lotzorai, in località Su Tancau-Sa Murta sono presenti delle domus de janas del Neolitico.